# Пинотти, Роберта
Роберта Пинотти (итал. Roberta Pinotti; род. 20 мая 1961, Генуя, Лигурия) — итальянский сенатор, младший статс-секретарь Министерства обороны Италии (2013—2014), министр обороны Италии (2014—2018).

## Биография
Специалист по современной литературе, преподаватель итальянского языка в лицее. Занялась политикой в 1990-х годах, став членом самоуправления генуэзского района Сампьердарена от Коммунистической партии. В 1993—1997 годах ведала школьным образованием, молодёжной и социальной политикой в провинции Генуя, в 1997—1999 годах — школьным образованием в Генуе. В 1999—2001 годах была секретарём генуэзской провинциальной организации Левых демократов.
В 2001 году избрана в Палату депутатов XIV-го созыва по списку Paese Nuovo («Новая страна») и входила во фракцию «Левые демократы — Оливковое дерево», в 2006 году переизбрана по списку «Оливкового дерева», входила во фракцию «Демократическая партия — Оливковое дерево» и с 6 июня 2006 по 28 апреля 2008 года возглавляла Комиссию по обороне Палаты депутатов, став первой женщиной на этой должности в истории Италии.
В Демократической партии отвечала на национальном уровне за вопросы безопасности, была теневым министром обороны, а затем возглавила Департамент обороны.
В 2007—2008 годах в качестве члена Палаты депутатов и теневого министра обороны выступала за присоединение Италии к V протоколу Женевской конвенции 1980 года об ограничении и запрещении использования отдельных видов обычных вооружений (Convention on Prohibitions or Restrictions on the Use of Certain Conventional Weapons Which May Be Deemed to Be Excessively Injurious or to Have Indiscriminate Effects), запрещающему использование кассетных боеприпасов.
Награждена французским Орденом Почётного легиона (награда вручена во французском посольстве).

### Сенатор
В 2008 году избрана от Лигурии в Сенат XVI-го созыва, с 22 мая 2008 года являлась членом Постоянной сенатской комиссии по обороне, а с 13 октября 2010 по 14 марта 2013 года была заместителем председателя этой Комиссии. В 2013 году избрана в Сенат XVII-го созыва, с 7 мая 2013 года является членом Комиссии по обороне (28 мая 2013 года её замещал в Комиссии Карло Лукерини, с 29 мая 2013 года — Даниела Валентини).
В 2012 году приняла участие в праймериз левоцентристов, организованных с целью выявления единого кандидата на выборах мэра Генуи, и получила 23,6 % голосов, уступив Марко Дориа (46 %) и Марте Винченци (27,5 %).

### В Министерстве обороны Италии
3 мая 2013 года стала младшим статс-секретарём (Sottosegretario di Stato) Министерства обороны в правительстве Энрико Летта.
22 февраля 2014 года приняла присягу в качестве министра обороны в правительстве Ренци.

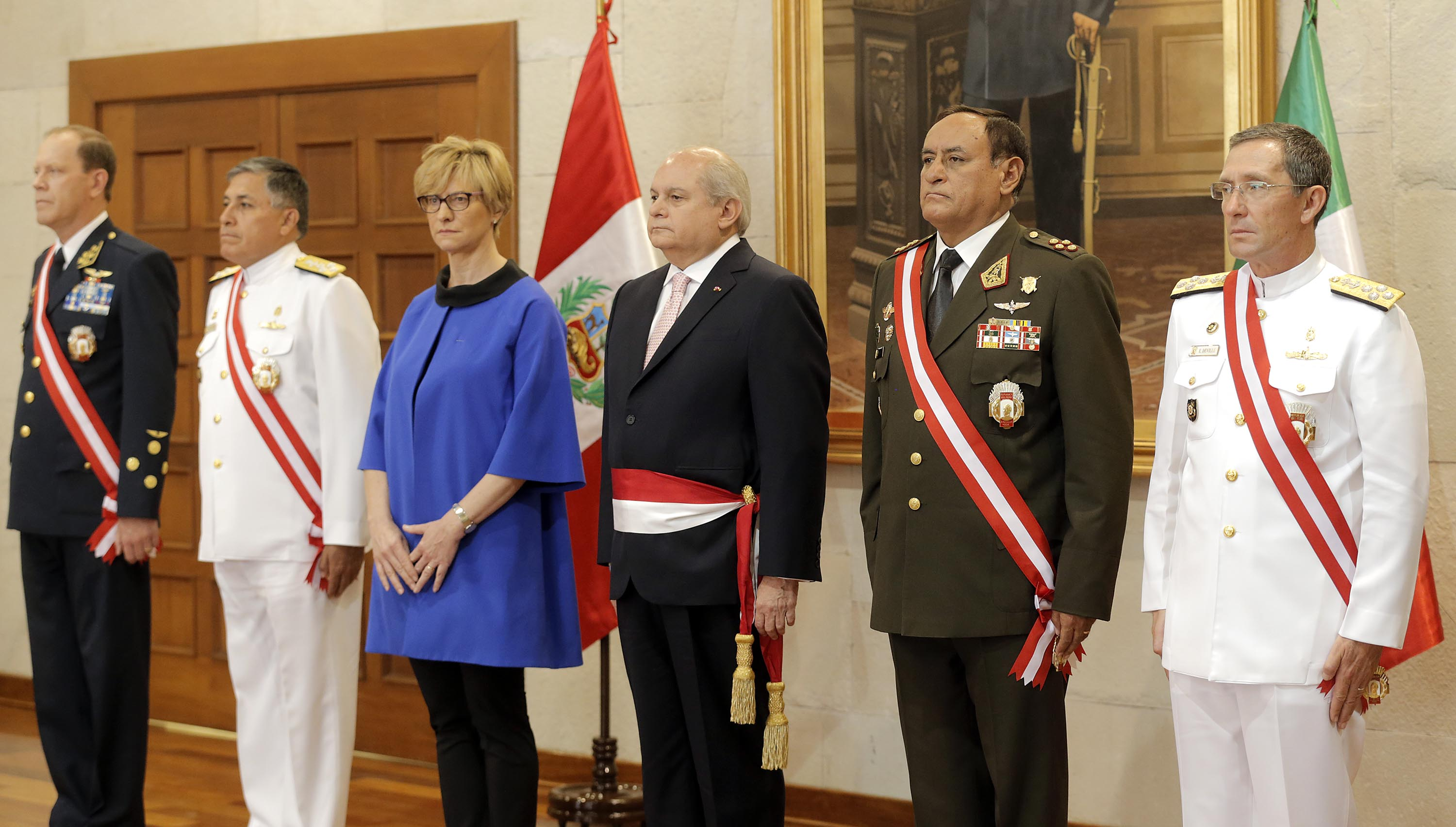
Пинотти во время официального визита в Перу на встрече с министром обороны Педро Катериано (2013 год).

4 мая 2014 года в интервью газете la Repubblica Пинотти заявила в ответ на вопрос о путях разрешения ситуации, сложившейся из-за протестов на Юго-Востоке Украины, что нельзя просто наблюдать за конфликтом, но также добавила, что Италия вместе с Германией стремится избежать его эскалации вследствие санкций против России. Кроме того, она заявила о готовности Италии направить в регион миротворческий контингент, но не самостоятельно, а в рамках сотрудничества с ООН, НАТО и Евросоюзом.
24 июня 2014 года, представляя в Сенате перед Комиссиями по обороне Сената и Палаты депутатов «Долгосрочный программный документ 2014—2016» (Documento Programmatico Pluriennale 2014—2016), Пинотти объявила о приостановке программы закупок истребителя пятого поколения F-35.
1 сентября 2014 года Пинотти прибыла в Индию с намерением посетить двоих итальянских военнослужащих, которые проживают в здании итальянского посольства, ожидая суда по делу об инциденте с танкером Enrica Lexie.
11 декабря 2014 года на совместной пресс-конференции Пинотти и посла США в Италии Джона Филлипса было объявлено об организации в Камери (Пьемонт) на базе принадлежащего компании Finmeccanica завода Alenia Aermacchi предприятия по обслуживанию, ремонту и модернизации истребителей F-35, стоящих на вооружении европейских государств.
28 мая 2015 года Пинотти представила в парламент программу закупок вооружений до 2020 года, которая вновь предусматривала приобретение F-35 (в количестве четырёх), а также увеличение общего количества закупаемых самолётов с 34 в планах правительства Монти до 38, что в свете объявленного плана бюджетной экономии вызвало критику.
9 мая 2016 года Пинотти в сопровождении начальника Генерального штаба вооружённых сил Италии прибыла в Ирак и объявила о начавшейся в конце апреля операции по размещению в Мосуле итальянского контингента, численность которого к концу мая должна достигнуть 100 человек, а к осени 2016 года — 450. Его задача — охрана плотины на реке Тигр в течение ремонтных работ, которые, вероятно, продлятся от 12 до 18 месяцев. По словам Пинотти, на момент визита в Багдаде, Эрбиле и Кувейте дислоцированы в общей сложности 800 итальянских военнослужащих, а к осени эту цифру планируется увеличить до 1300. Данные факты делают итальянский воинский контингент вторым по численности после американского в возглавляемой США коалиции против Исламского государства.
В августе 2016 года стало известно, что, по договорённости с правительством Фаиза Сараджа, в Ливии действуют инструкторы из парашютного полка «Коль Москин», из оперативной группы командования подводных операций и боевых пловцов (Comsubin), контртеррористической группы специальных операций (Gruppo di intervento speciale) карабинеров и специальных подразделений ВВС. Перед ними поставлена задача осуществления разведки, а также обучения вооружённых сил, подчинённых международно признанному правительству Ливии, в ходе гражданской войны, в том числе против боевиков Исламского государства.
12 декабря 2016 года вновь получила портфель министра обороны — в сформированном после отставки Маттео Ренци правительстве Джентилони.
4 марта 2018 года потерпела поражение на очередных парламентских выборах в избирательном округе Генуи, оставшись с результатом 26,72 % на третьем месте. Тем не менее, по спискам вновь избрана в Сенат, но не от Лигурии, а от Пьемонта.

## Семья
Роберта Пинотти — дочь рабочего компании Enel, коммуниста по убеждениям (сама Роберта вступила в ИКП в 1989 году), и поварихи семейной траттории. Практикующая католичка, замужем за Джанни Оренго (Gianni Orengo), имеет дочерей Марию и Элену, которым в феврале 2014 года было соответственно 13 и 21 год.